# Conservatoire botanique national de Brest
Établissement public, scientifique et technique, le Conservatoire botanique national de Brest travaille pour préserver la diversité végétale sauvage de l’ouest de la France (régions Basse-Normandie, Bretagne et Pays de la Loire) et des hauts lieux de biodiversité mondiaux (Méditerranée, Asie du sud-est, Madagascar…).
Créé en 1975, il fut le premier établissement au monde entièrement consacré au sauvetage des espèces menacées. Aujourd’hui, il a le statut de syndicat mixte regroupant Brest métropole océane, le Conseil général du Finistère, le Conseil régional de Bretagne et l’Université de Bretagne occidentale. Il s'intéresse non seulement aux espèces végétales sauvages mais aussi aux milieux naturels.
Il fait partie d’un réseau de 12 Conservatoires botaniques nationaux qui ont vocation à couvrir le territoire français.
En 2017, son équipe comprend 39 personnes réparties sur trois sites : Brest (siège, antenne de Bretagne, service international, service interrégional, jardin, services communs), Nantes (antenne des Pays de la Loire) et Caen (antenne de Basse-Normandie).
Aujourd'hui, l'inventaire et la conservation de la flore du Massif armoricain constitue un pan essentiel de ses activités statutaires.

## Historique

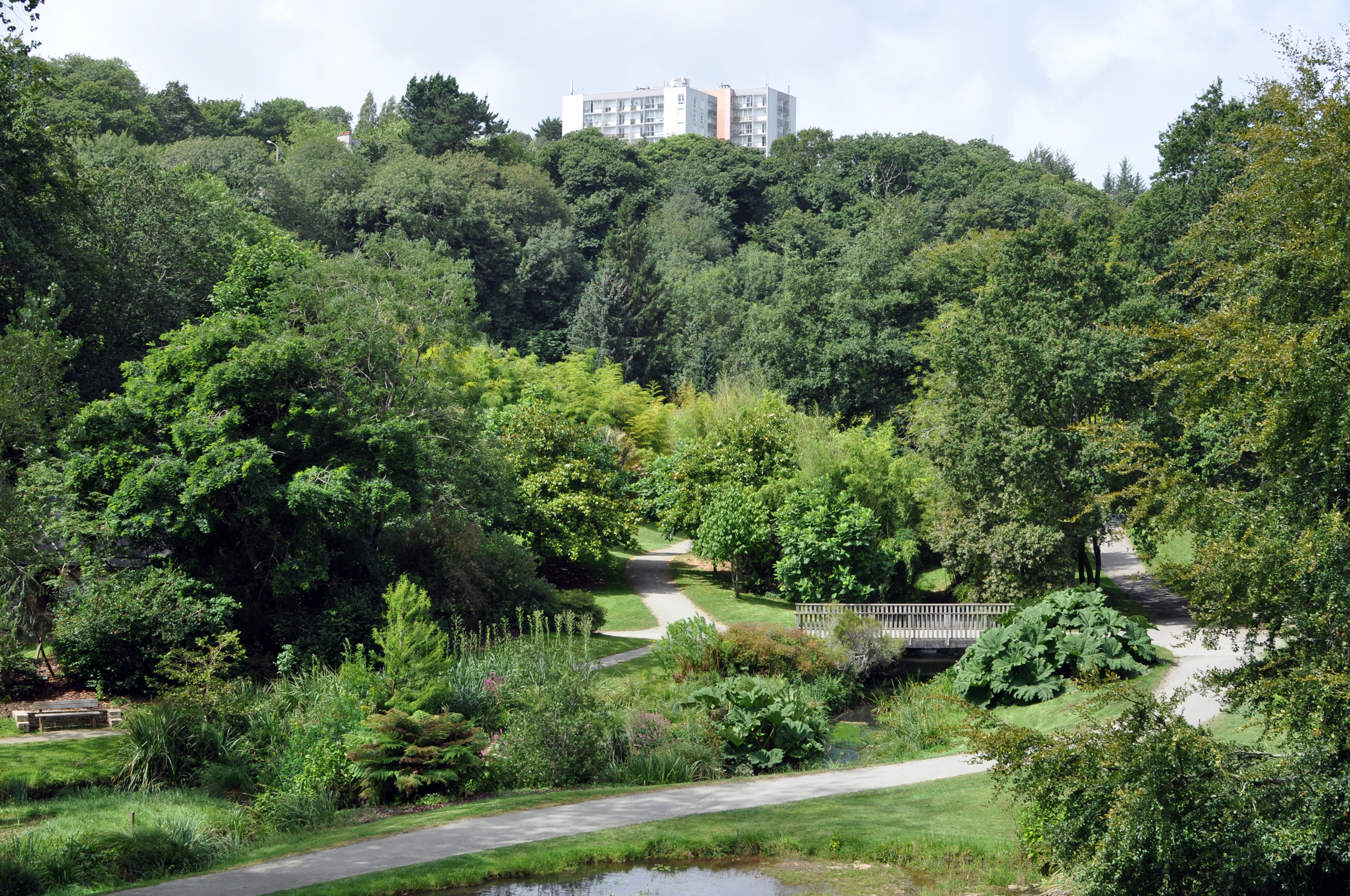
Le Vallon du Stang-Alar.

Historiquement, ce projet a été porté par Jean-Yves Lesouëf et Bretagne Vivante, une association régionale de protection de la nature. Il est le fruit d'une collaboration entre cette association, la communauté urbaine de Brest et le ministère de l'environnement.
Après une étude menée pour l’installation de l’établissement en France, le Vallon du Stang-Alar à Brest apparaît comme le lieu adéquat. Cette ancienne carrière nécessitait une réhabilitation. Ce vallon, parcouru par un ruisseau, avait comme avantage d'offrir des zones abritées et un micro-climat très doux dans le contexte climatique de la pointe de Bretagne.
L'ensemble du vallon a donc été aménagé, 31 ha dans la partie sud étant consacrés au Conservatoire botanique et 16 ha au nord transformés en parc public.
En 1987 le Conservatoire est devenu un syndicat mixte regroupant la Communauté urbaine de Brest, la ville de Brest, la Ville de Guipavas, l'Université de Bretagne occidentale et le Parc naturel régional d'Armorique.
Depuis 1990, le Conservatoire botanique est agréé comme Conservatoire botanique national responsable du territoire du Massif armoricain correspondant aux régions administratives Bretagne, Basse-Normandie et Pays de la Loire.
Le développement des activités du Conservatoire botanique l’amène, dans les années 2000, à installer deux antennes régionales à Nantes et Villers-Bocage afin d’être au plus près des acteurs.
Un projet de CBN de Normandie doit ouvrir pour la rentrée 2025 dans l'ancien institut botanique du jardin des plantes de Caen.

## Missions

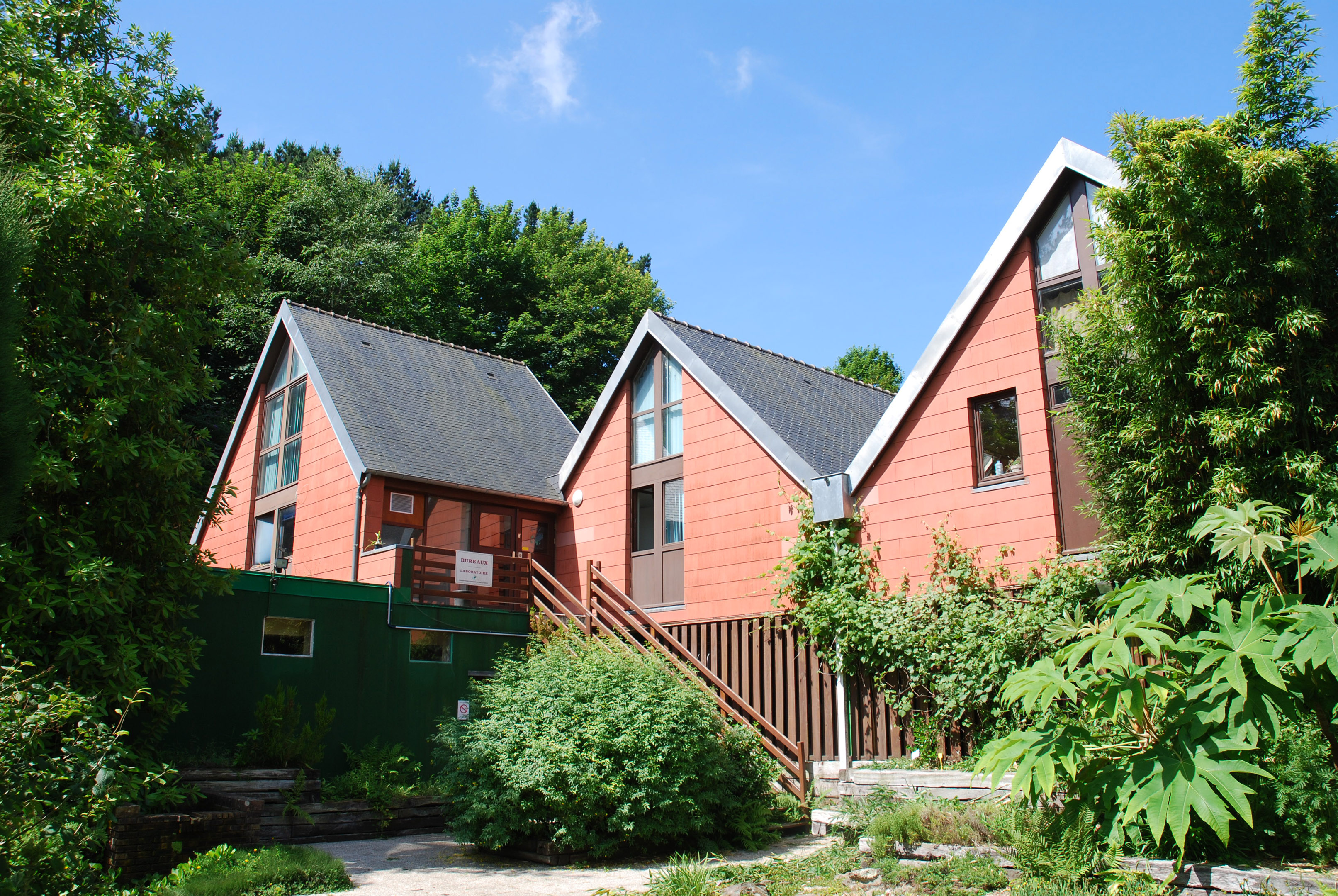
Siège du Conservatoire botanique à Brest

Dans le cadre de son agrément ministériel, le Conservatoire botanique national de Brest assure 4 missions :
- Inventorier et suivre l’état et l’évolution de la flore et des milieux naturels ;
- Conserver les éléments les plus menacés dans la nature et en banque de graines ou en culture ;
- Conseiller les acteurs de l’aménagement du territoire et les gestionnaires d’espaces naturels ;
- Sensibiliser les publics à la préservation de la biodiversité.

Il met en œuvre ses missions sur un territoire d’agrément : régions Basse-Normandie, Bretagne et Pays de la Loire (hors Sarthe qui fait partie du territoire d’agrément du Conservatoire botanique national du Bassin-Parisien). Sur les 2500 espèces que compte le Massif armoricain, territoire d'agrément du conservatoire, 504 sont considérées comme rares, menacées ou disparues.
En cohérence avec la vocation maritime brestoise, le Conservatoire s'est particulièrement intéressé à la sauvegarde de la flore des îles océaniques ou plus particulièrement dans les hauts lieux de biodiversité mondiaux comme Madagascar, le Maroc, la Sicile ou encore le Chili. En 2012, il a lancé un programme de réintroduction de plantes menacées à l’île Maurice, dont fait partie Cylindrocline lorencei.

## Liste d'espèces végétales

### La liste rouge du Massif armoricain
La liste rouge armoricaine ou liste rouge du Massif armoricain ou Liste rouge des espèces végétales rares et menacées du massif armoricain recense en deux annexes principales les plantes du Massif armoricain ayant disparu lors des dernières prospections ou susceptibles de disparaître. La première liste de 502 taxons a été compilée par Sylvie Magnanon et publiée en 1993 dans le numéro 4 de la revue du Conservatoire botanique national de Brest, la revue ERICA (Échos du Réseau pour l'Inventaire et la Cartographie Armoricaine) : 
- Annexe 1 : taxons considérés comme rares dans le Massif armoricain ou subissant une menace générale très forte. 333 taxons en 1993.
  - Annexe des taxons à rechercher : taxons armoricains présumés disparus et qui, s'ils sont retrouvés, doivent être insérés à l'Annexe 1. 57 taxons en 1993.
- Annexe 2 : taxons rares sur une partie du territoire et plus communs ailleurs mais paraissant néanmoins menacés et/ou plantes en limite d'aire, rares dans le Massif armoricain mais assez communes à l'extérieur. 112 taxons en 1993.

Des mises à jour ont été prévues en fonction des progrès de la connaissance de la flore du Massif armoricain.
Cette liste a été méthodiquement exploitée par Louis Diard au long des travaux portant sur les 1373 taxons d'Ille-et-Vilaine.

### Les listes rouges régionales
En 2015, le Conservatoire botanique a publié trois listes rouges régionales pour la Basse-Normandie, la Bretagne et les Pays de la Loire. Réalisées selon la méthodologie standardisée de l'Union internationale pour la conservation de la nature, elles attribuent une catégorie de menace pour chaque plante et constituent des outils d’alerte sur les risques de disparition pesant sur certaines espèces végétales en Basse-Normandie, en Bretagne et en Pays de la Loire.

### La liste des plantes vasculaires invasives
Le Conservatoire botanique met régulièrement à jour trois listes régionales de plantes invasives pour la Basse-Normandie, la Bretagne et les Pays de la Loire. Elles classent les espèces exotiques envahissantes selon les catégories suivantes :
- Invasive avérée
- Invasive potentielle
- À surveiller

## Le Jardin du Conservatoire botanique
À Brest, le Jardin du Conservatoire botanique présente sur 30 hectares des plantes menacées et des plantes d’ornement regroupées par grandes régions du monde, quand leurs affinités écologiques le permettent. Parmi ses 2 250 espèces en culture, il abrite l'une des plus importantes collections vivantes de plantes menacées.
En 2009, il est labellisé Jardin remarquable. En 2013, il rejoint l'ensemble des jardins botaniques de France et des pays francophones. En 2017, sa collection de genres endémiques des îles océaniques est labellisée par le conservatoire des collections végétales spécialisées.
En fonction des exigences écologiques des différentes espèces, celles-ci sont cultivées et présentées au public en extérieur ou dans les serres tropicales.
Le Jardin accueille parfois des expositions temporaires.

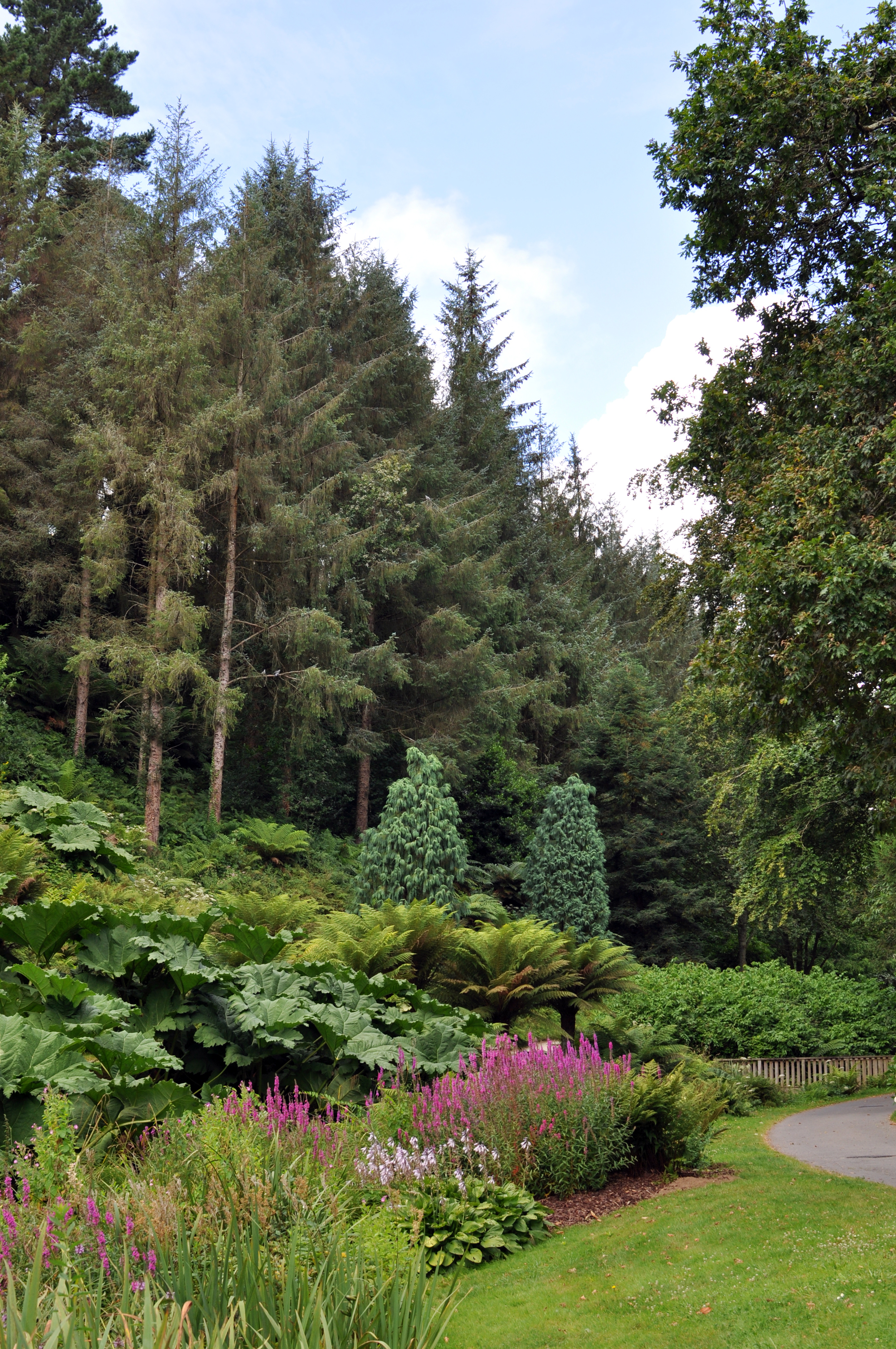
Jardin du Conservatoire botanique
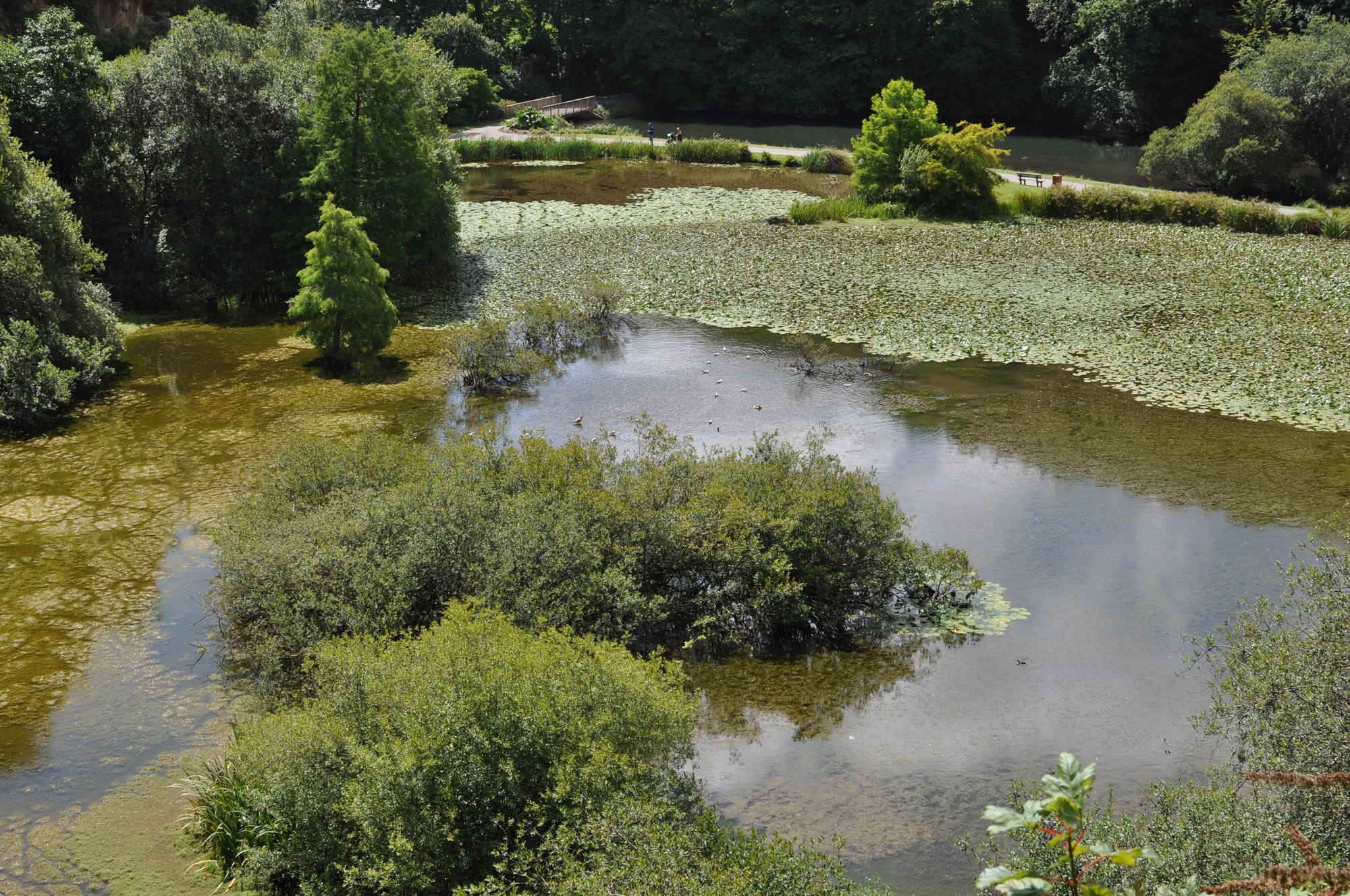
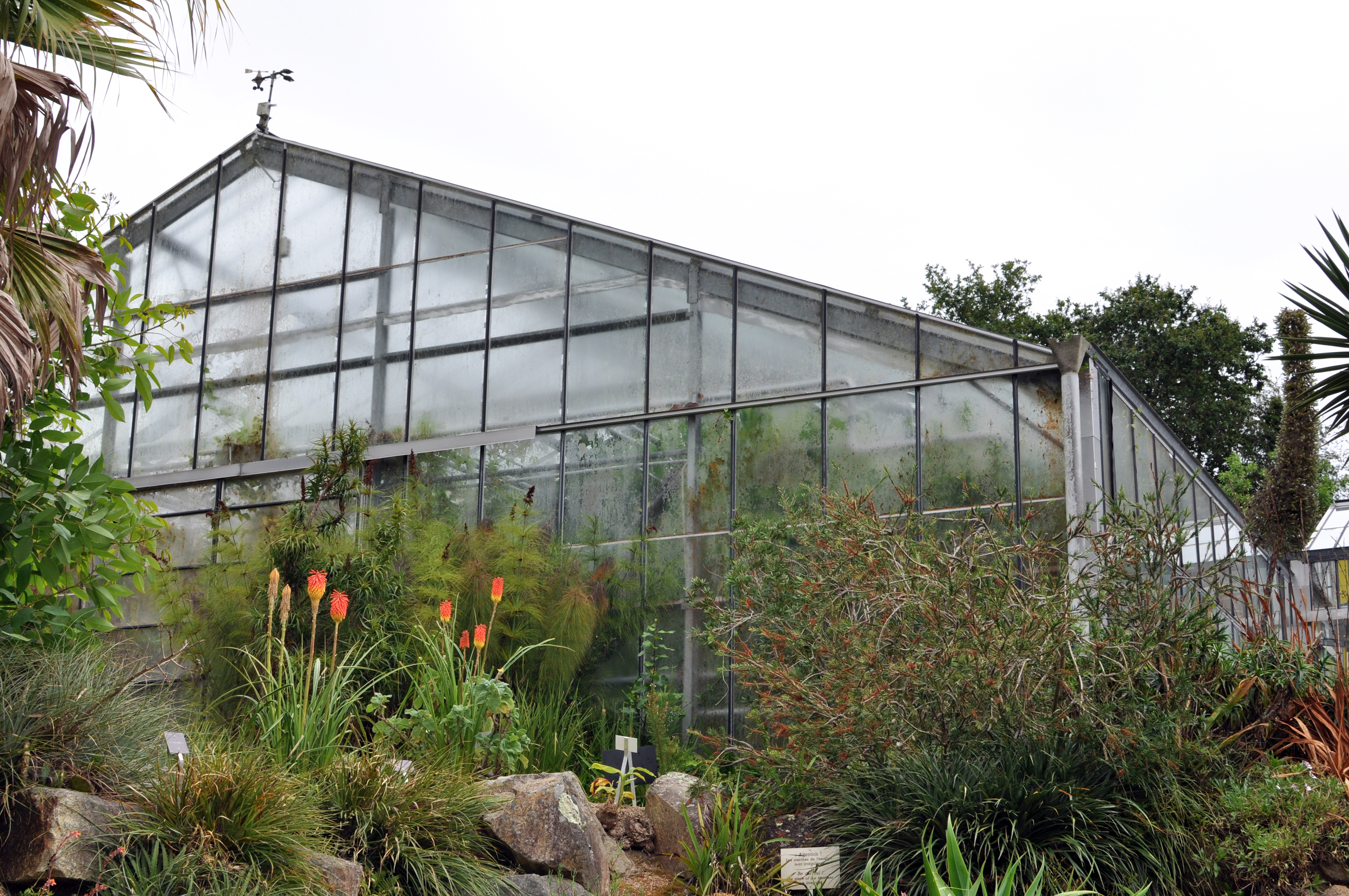
L’extérieur des serres tropicales.
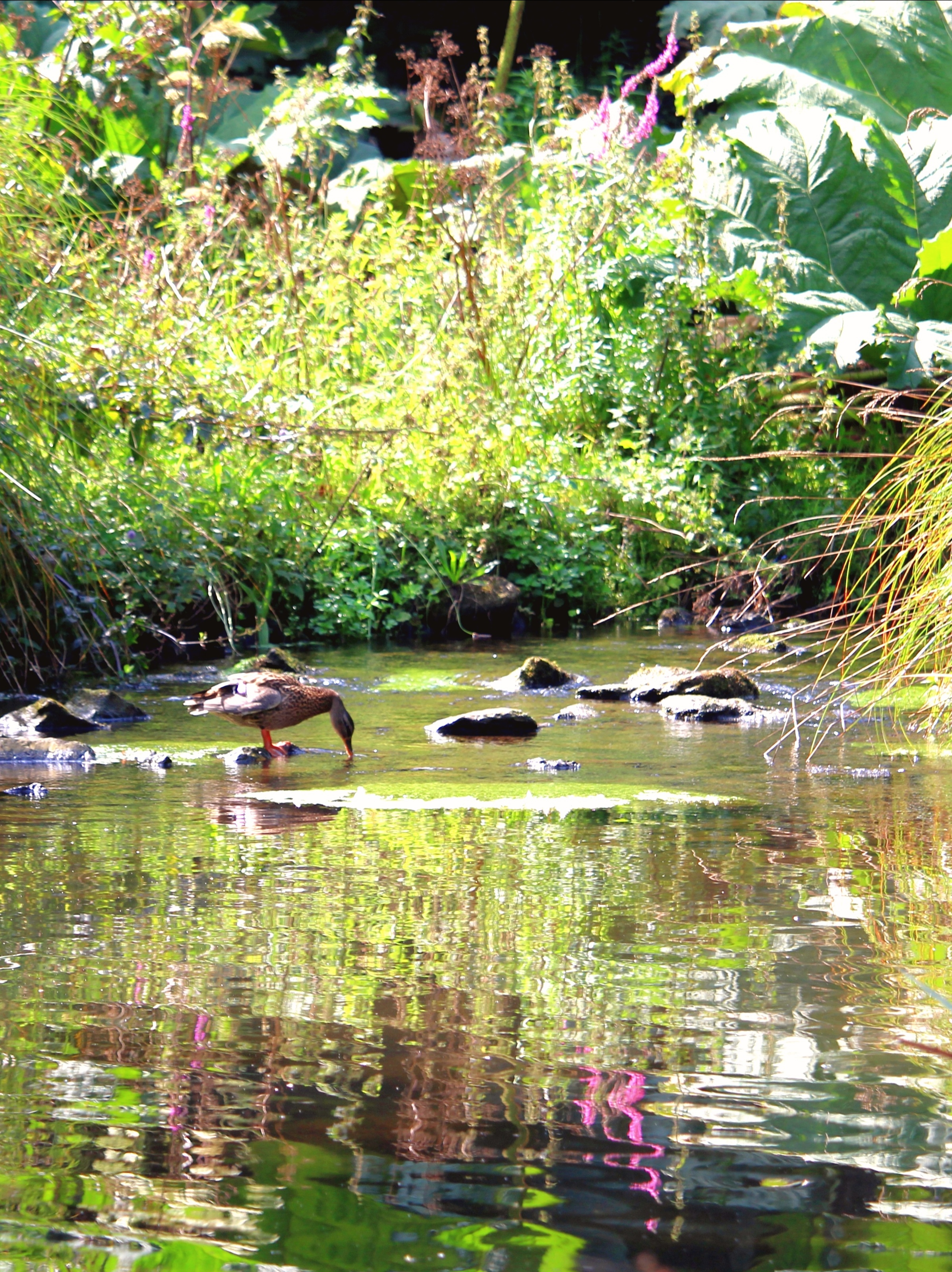
Une cane s'abreuvant au niveau du jardin.
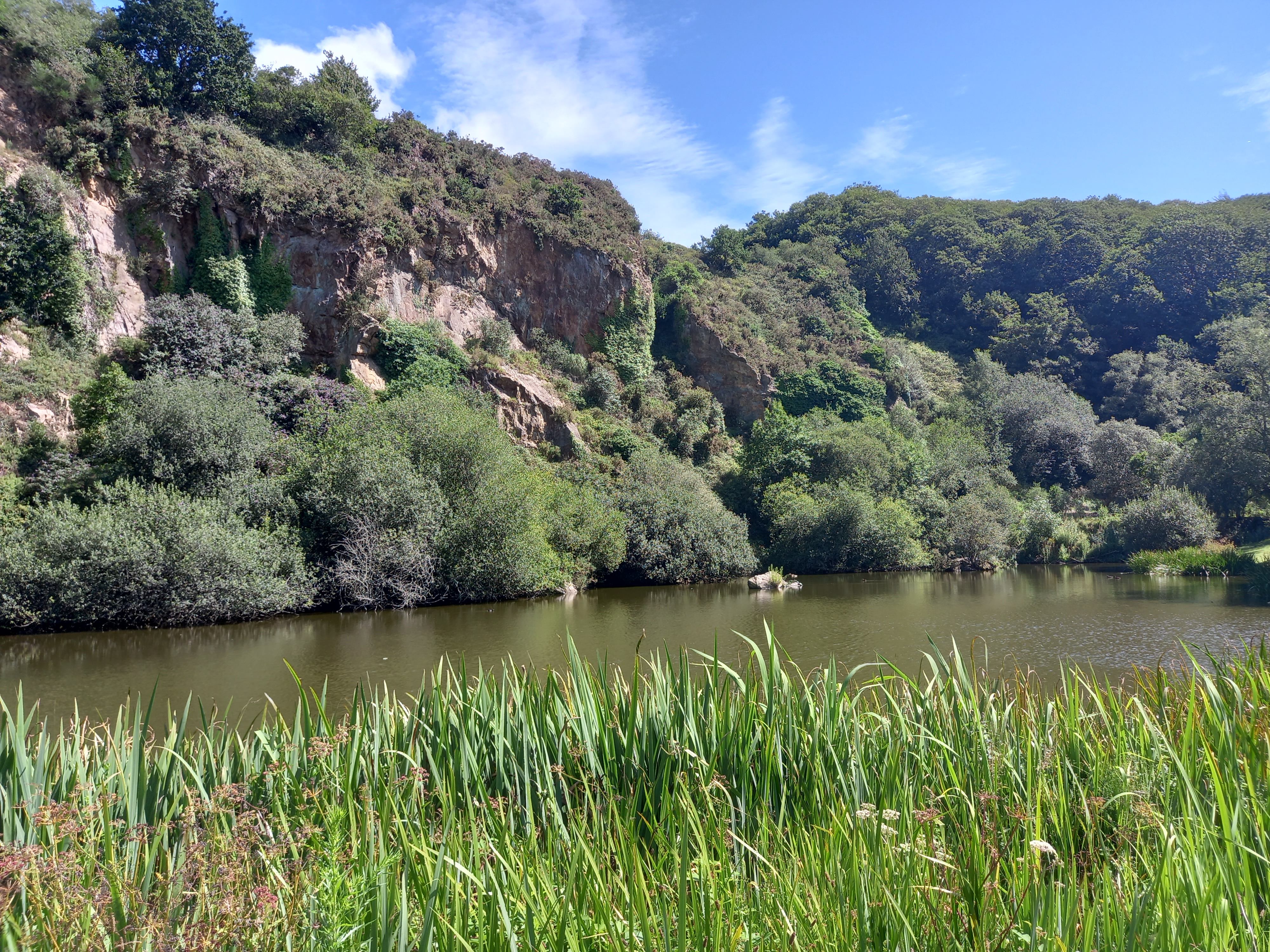
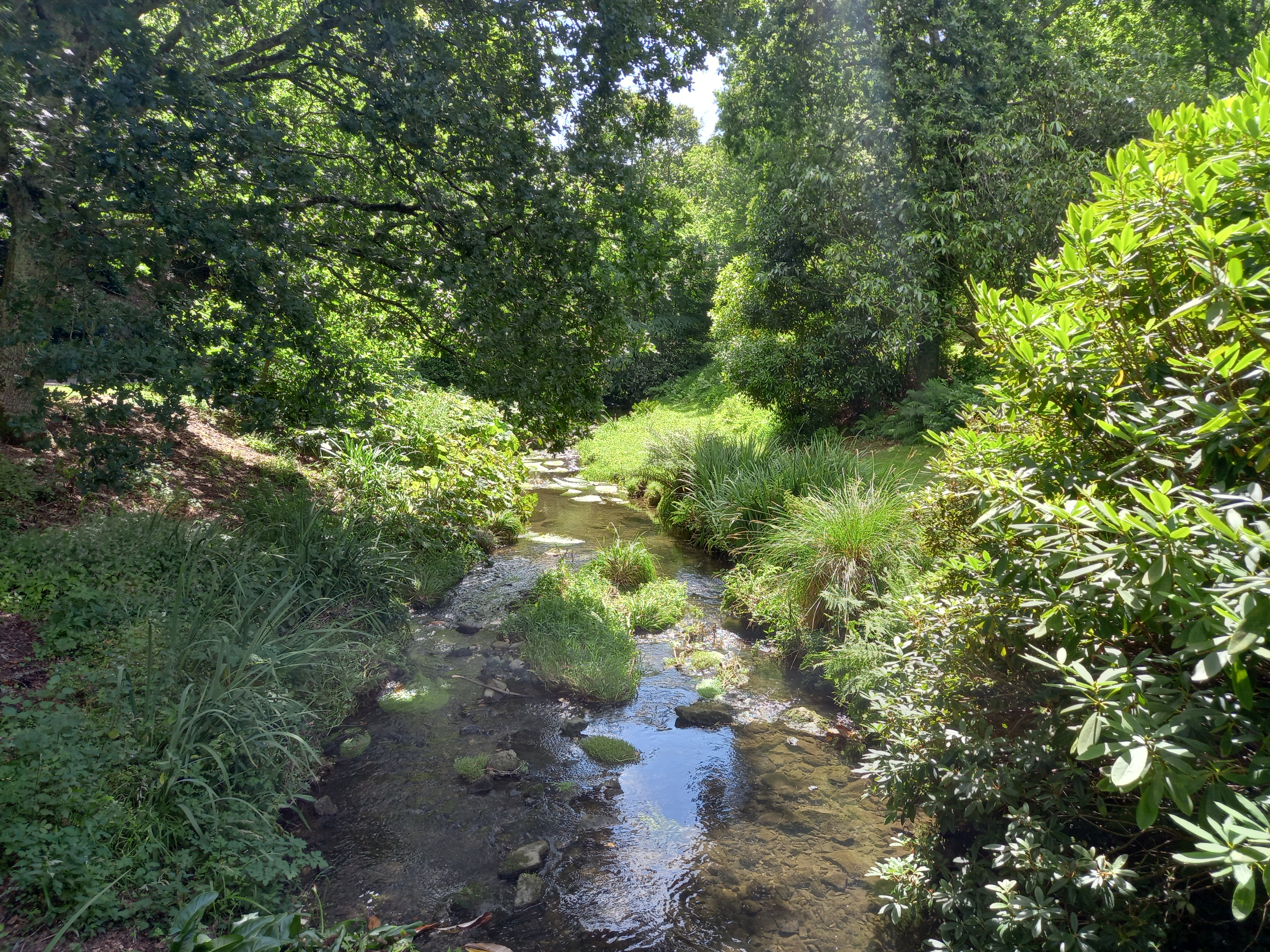
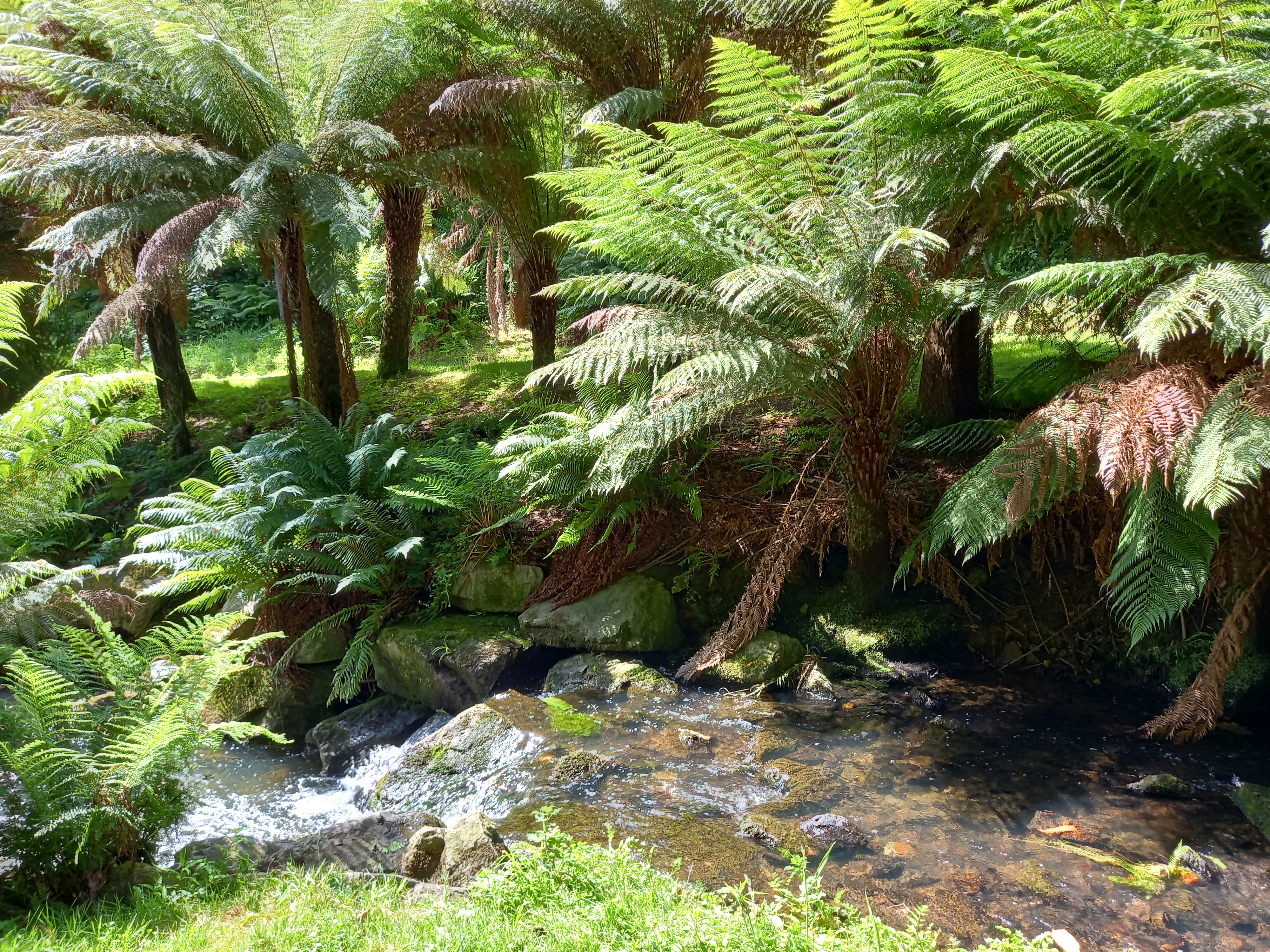
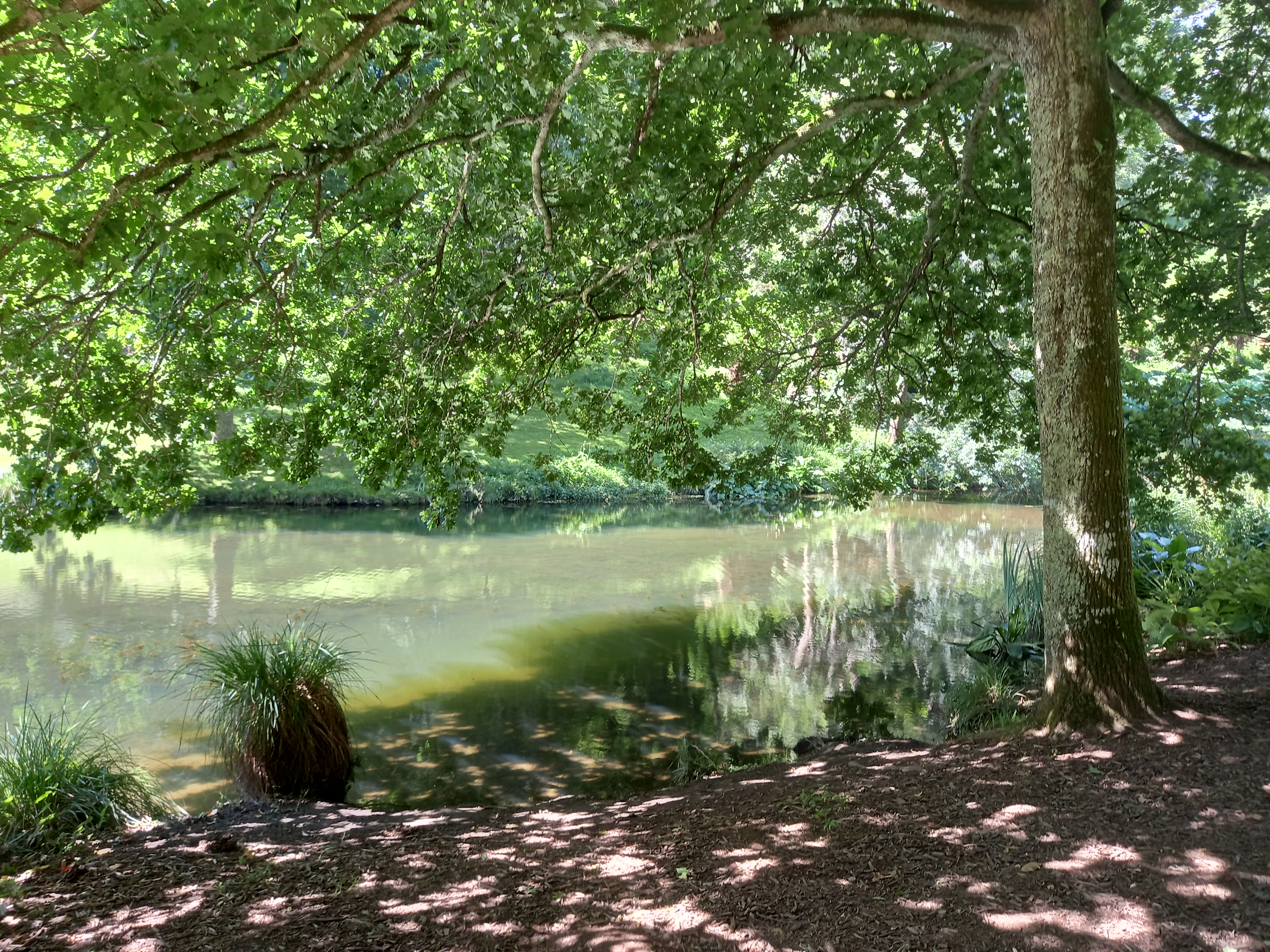

### Les serres tropicales

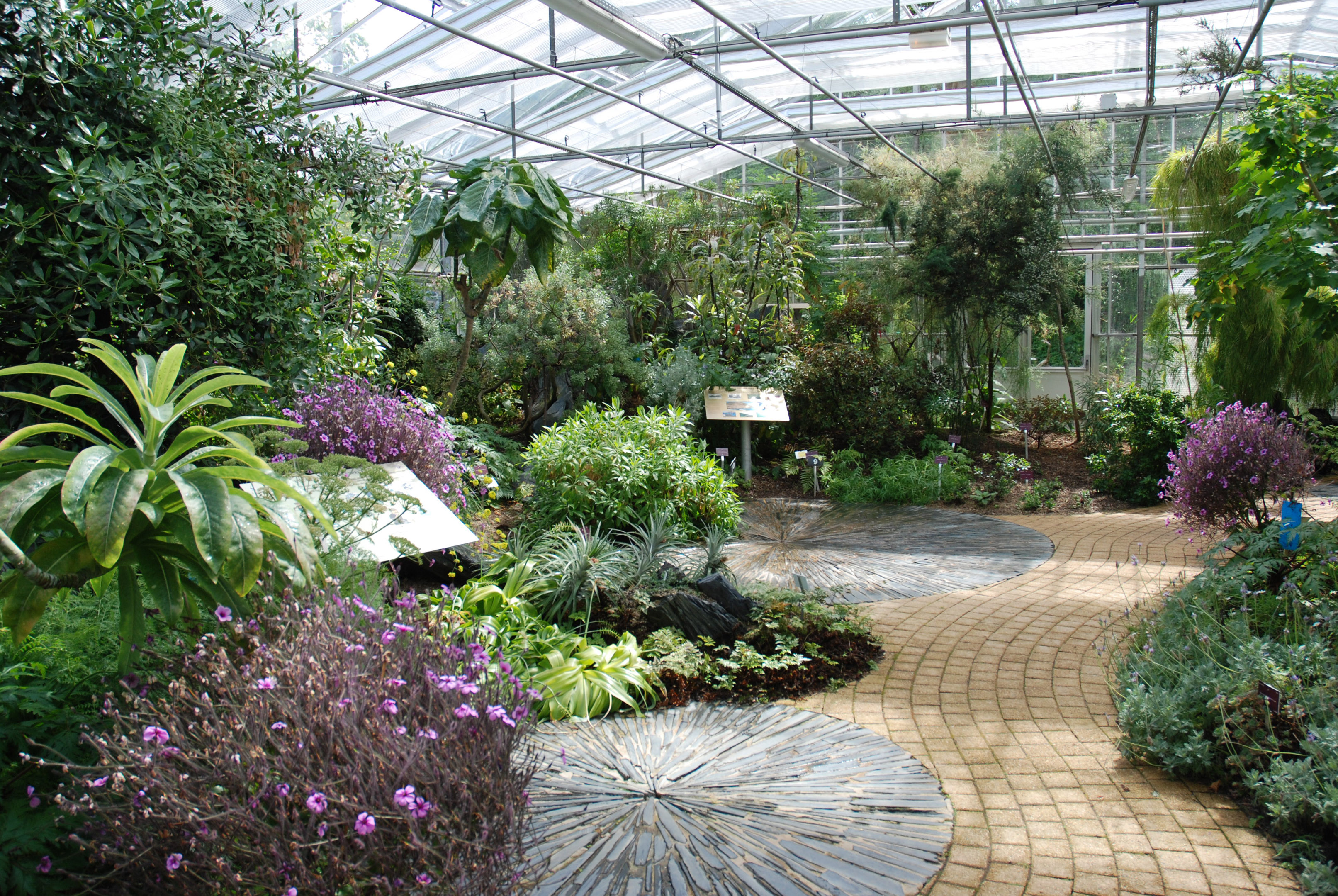
L’intérieur des serres tropicales.

Les serres, sur une surface de 1 000 m2, présentent quatre climats différents (avec des espèces provenant de régions diverses):
- Les montagnes tropicales humides
- Les îles océaniques subtropicales
- Les zones tropicales sèches
- Les forêts tropicales humides

Durant l'été 2015, des contributeurs locaux ont créé dix articles sur les espèces les plus menacées du conservatoire :
- Aloe suzannae
- Centaurea niederi
- Cylindrocline commersonii
- Ipomoea walpersiana
- Micromeria glomerata
- Nesocodon mauritianus
- Poupartia castanea
- Rhaphithamnus venustus
- Rothmannia annae
- Stapelianthus decaryi

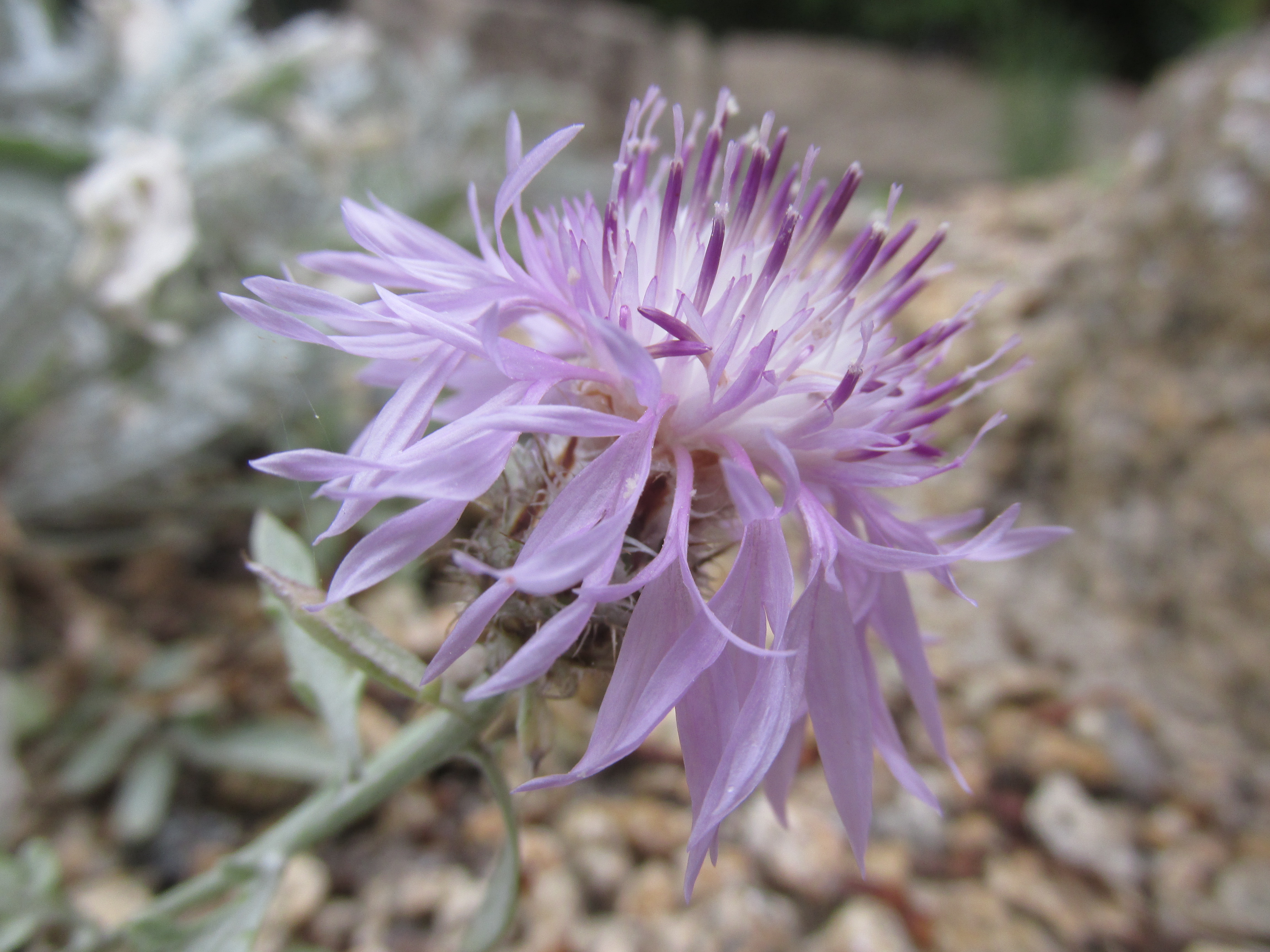
Centaurea niederi
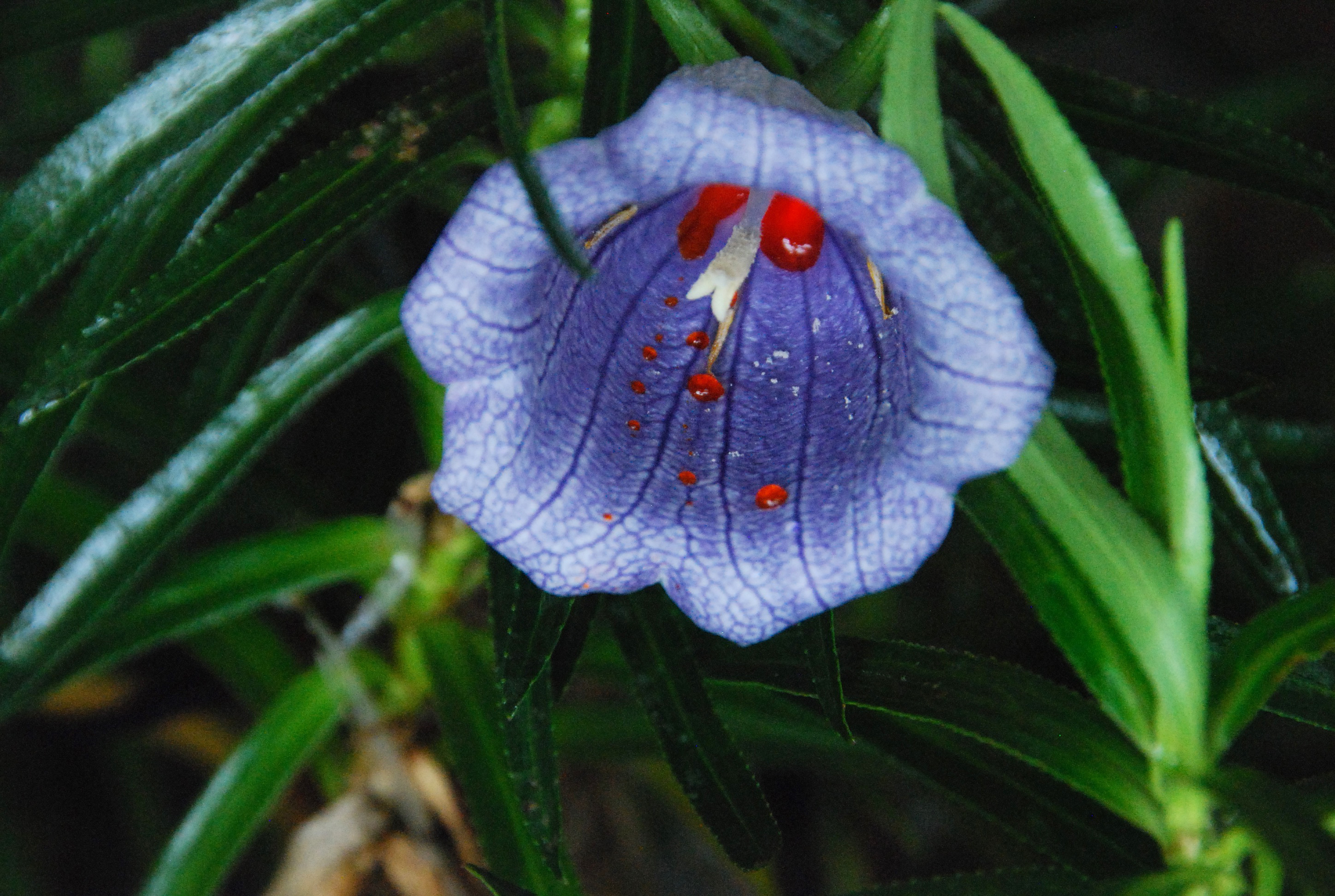
Nesocodon mauritianius
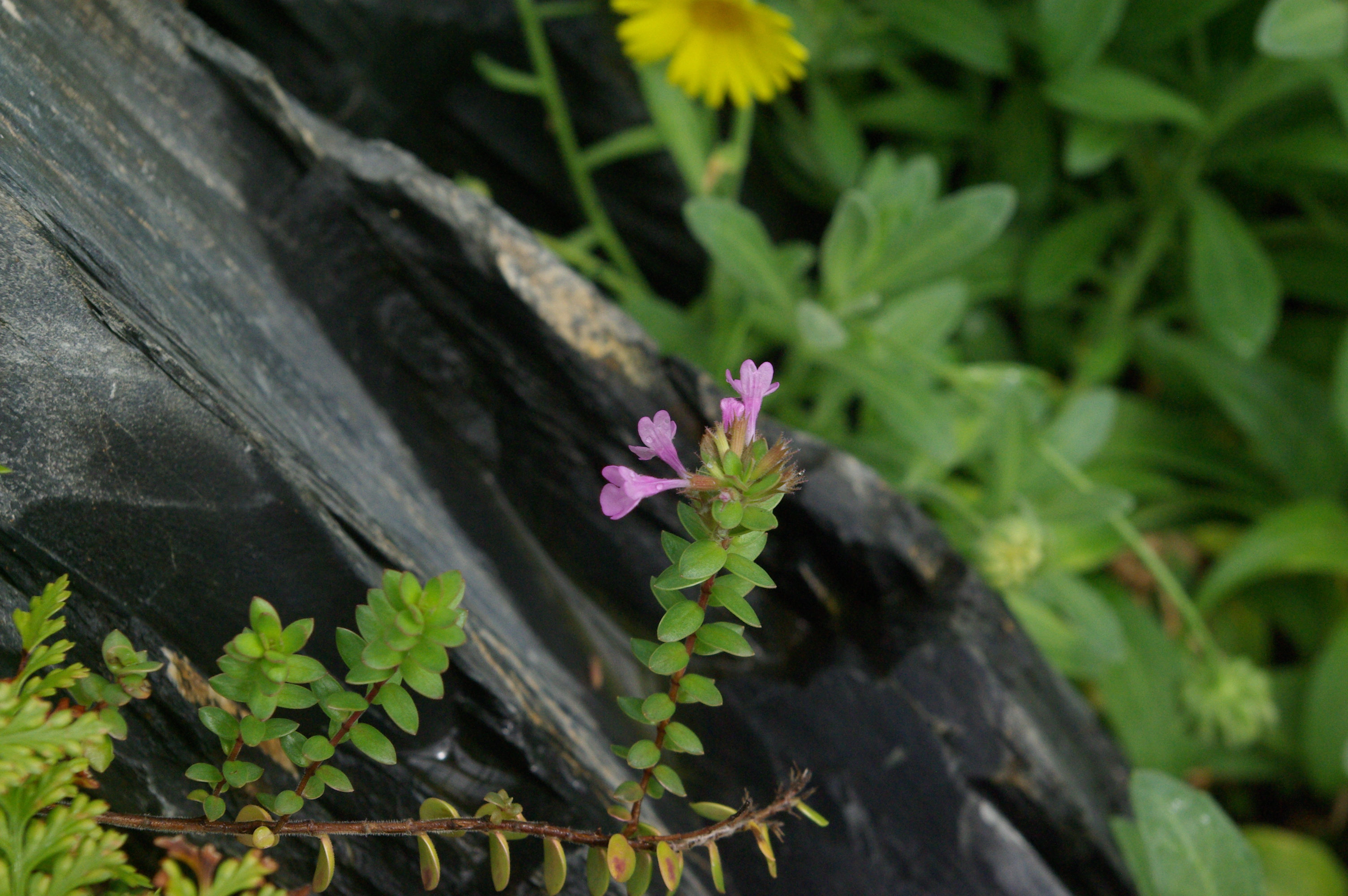
Micromeria glomerata
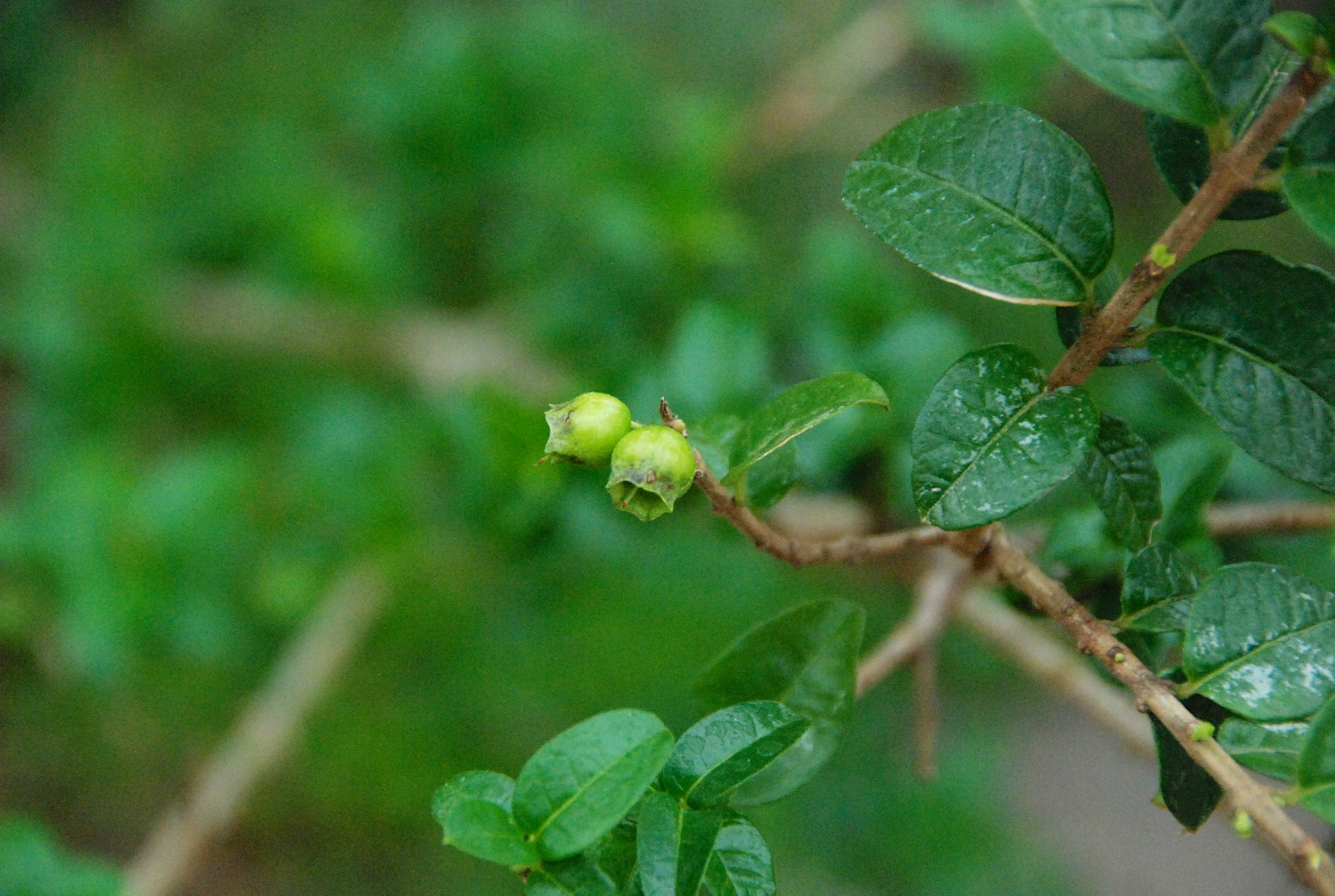
Rhaphithamnus venustus
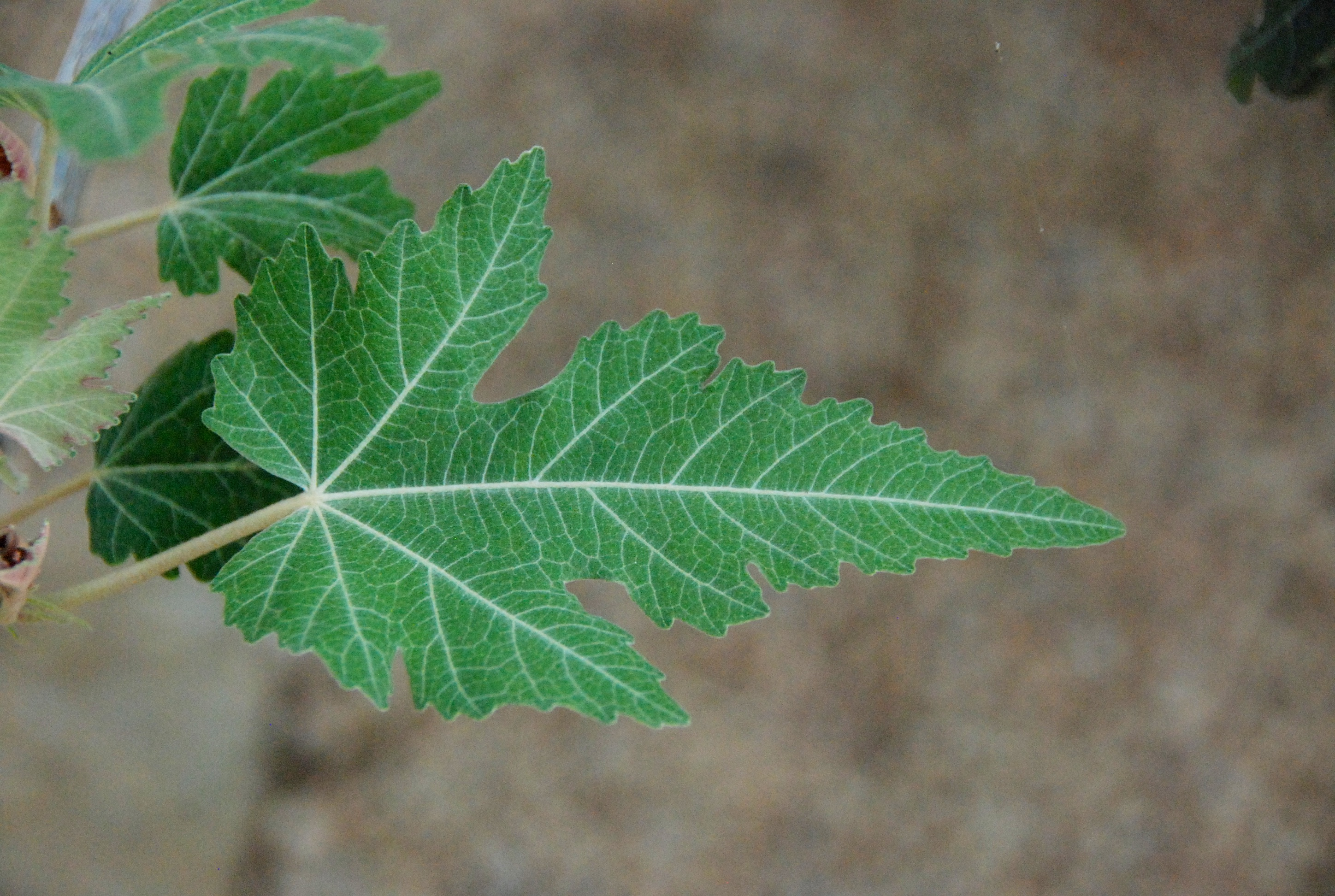
Rothmannia annae
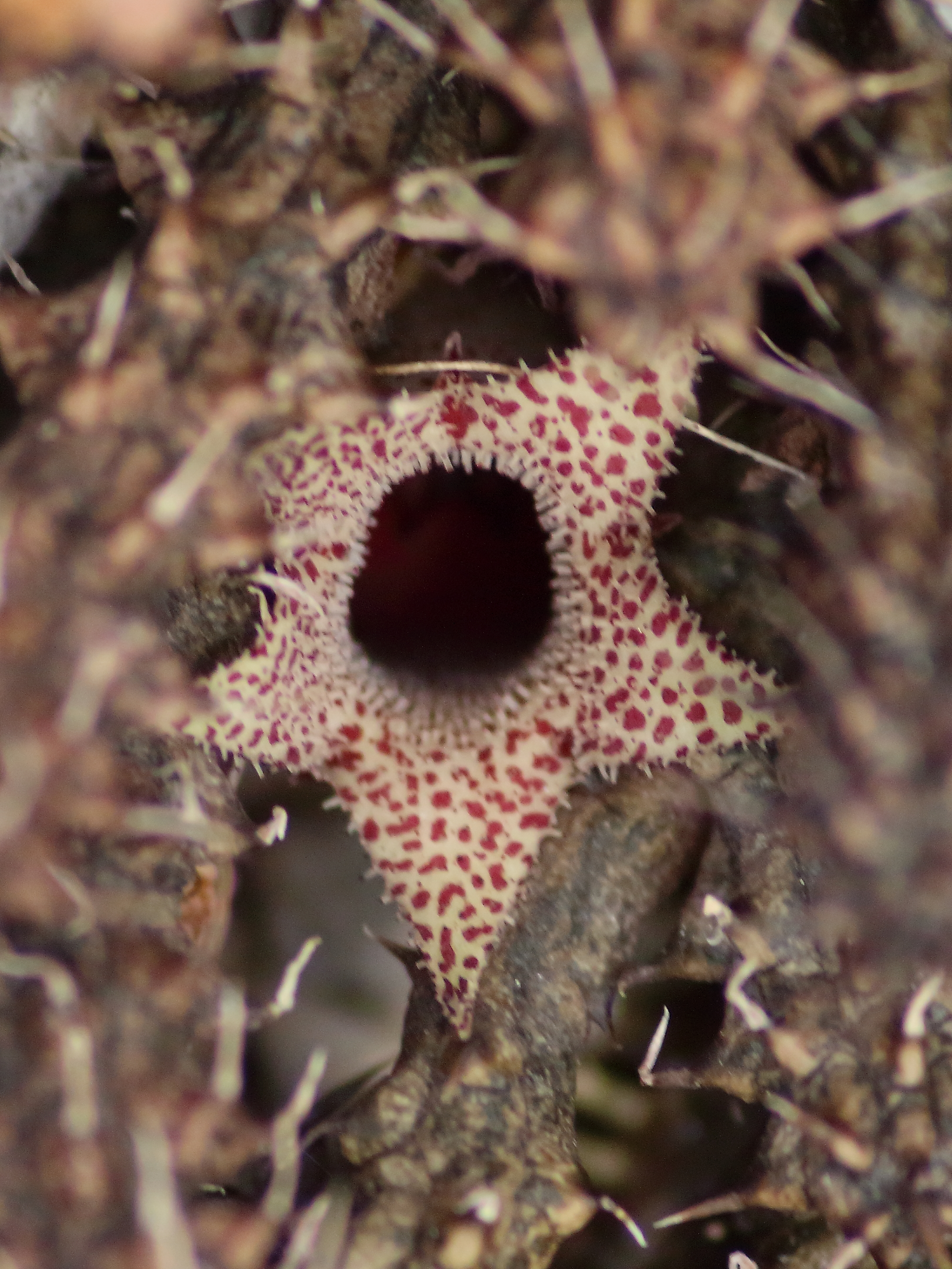
Stapelianthus decaryi

Quelques autres espèces cultivées dans les serres tropicales :
- Amorphophallus titanum
- Asparagus fallax
- Astrophytum myriostigma
- Angraecum sesquipedale
- Commelina rupicola
- Geranium maderense
- Hibiscus storckii
- Lavandula pinnata
- Limonium dendroides
- Monizia edulis
- Pachypodium rosulatum
- Pelargonium cotyledonis
- Tolpis glabrescens
- Tournefortia bojeri
- Trochetia boutoniana
- Turbina inopinata

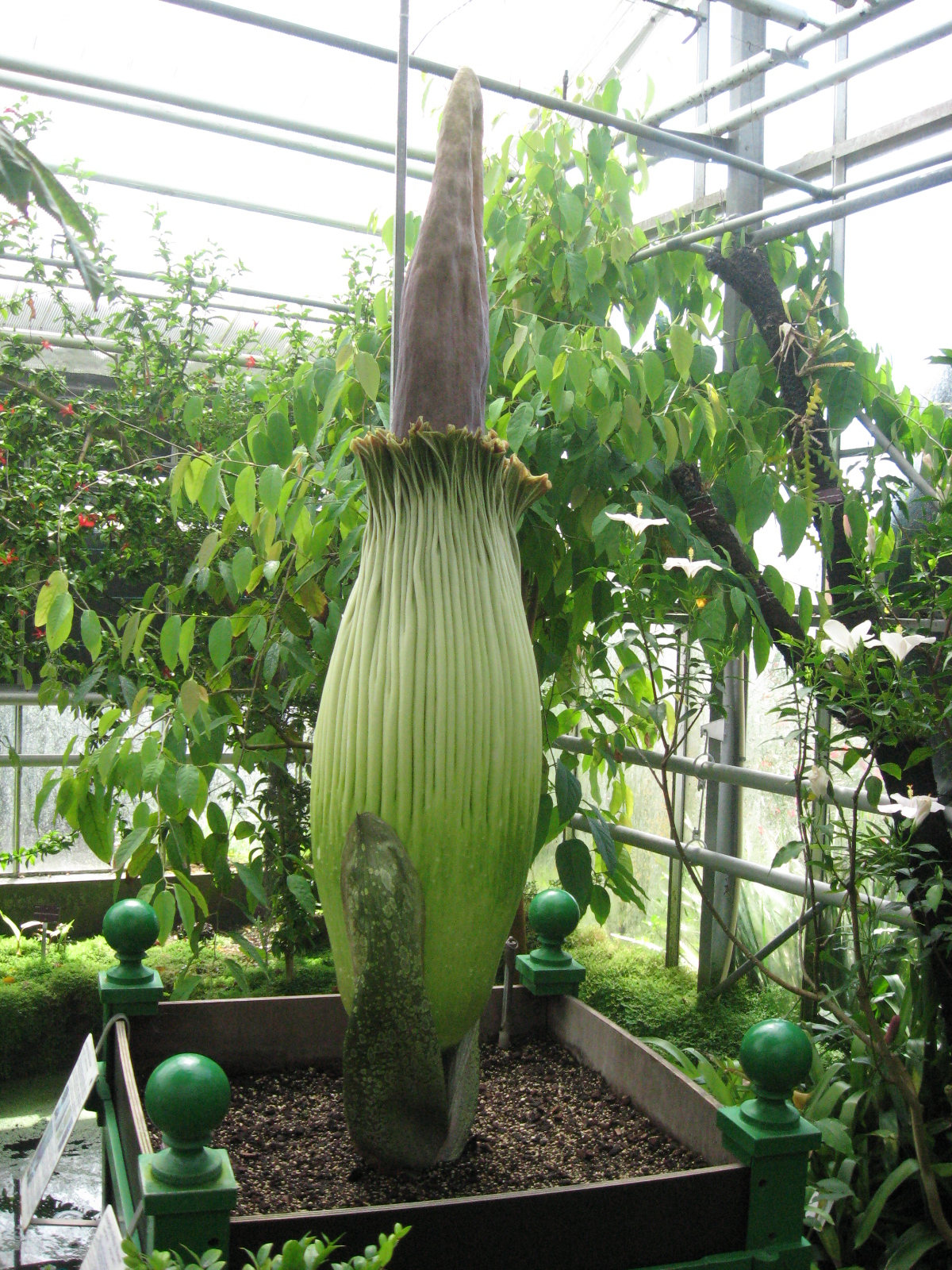
Inflorescence de l'arum titan situé dans les serres.
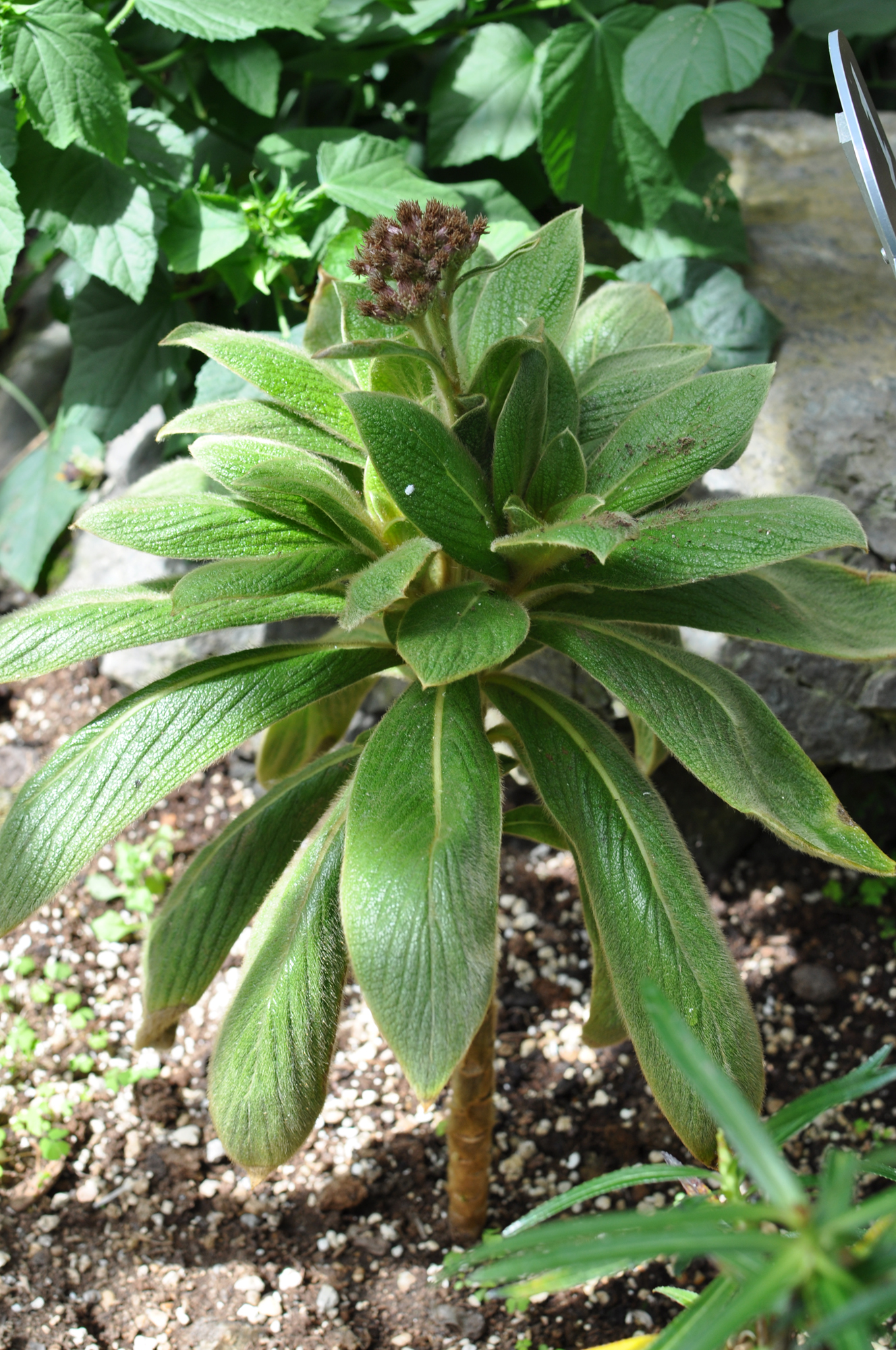
Cylindrocline lorencei
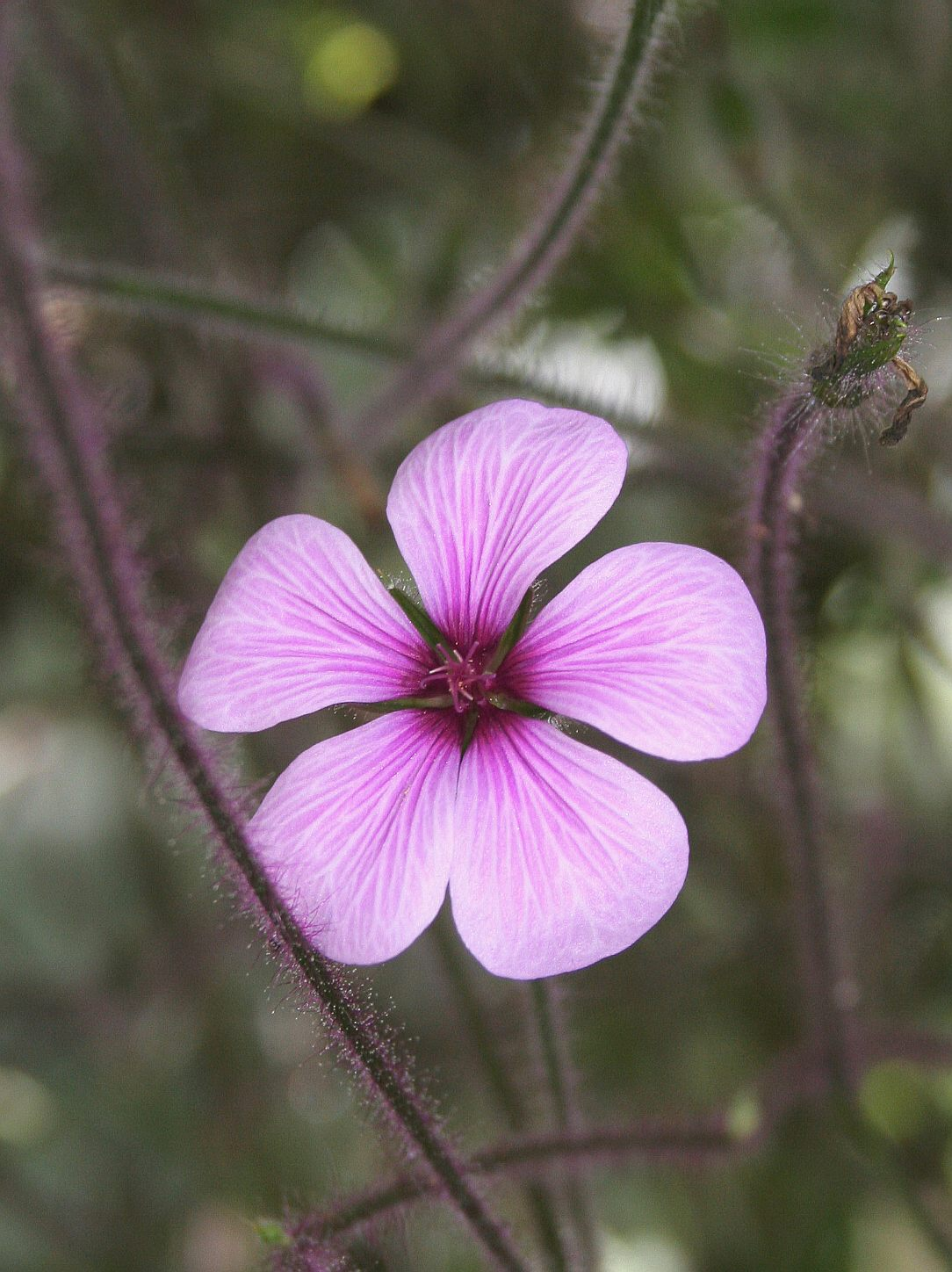
Geranium maderense
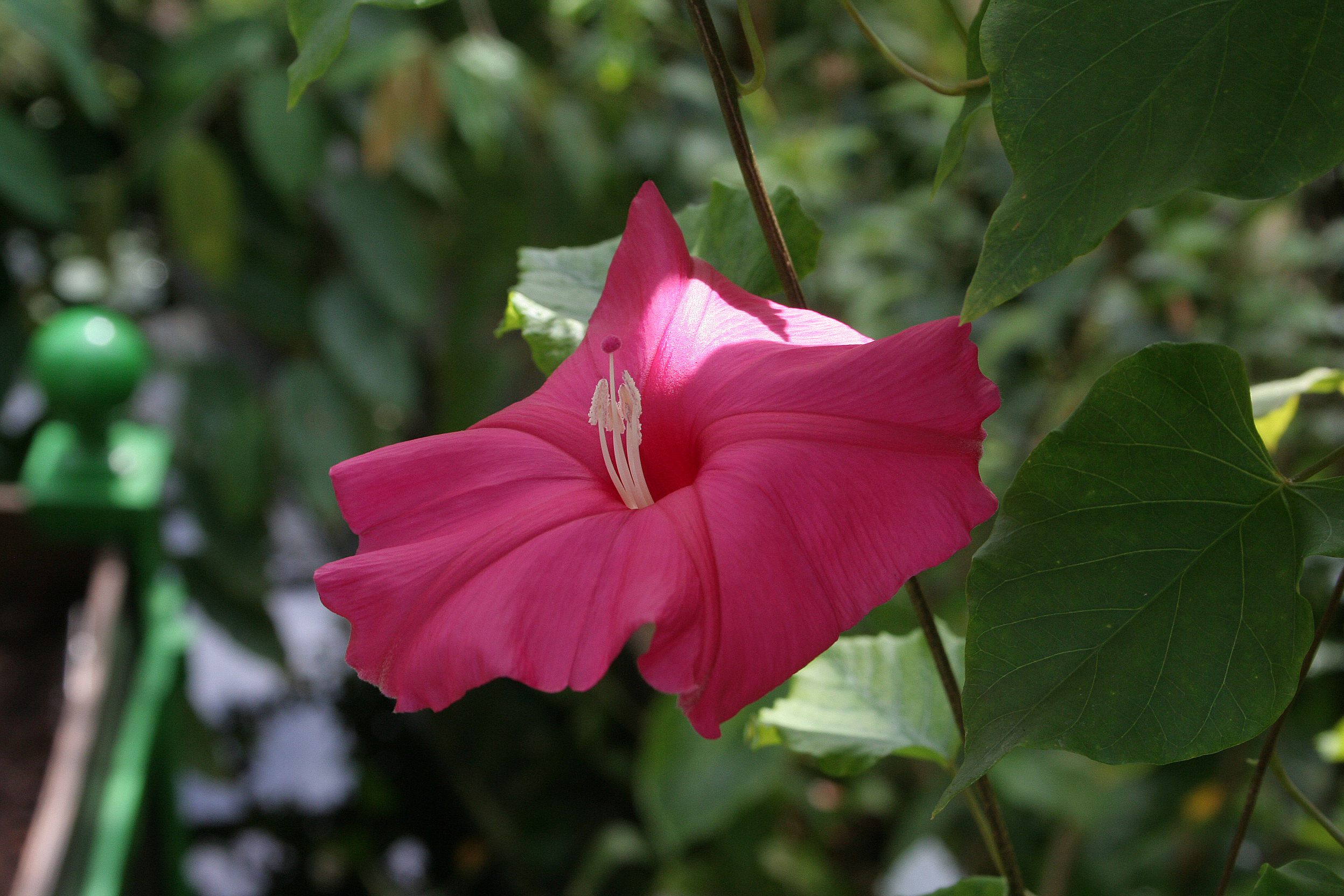
Turbina inopinata
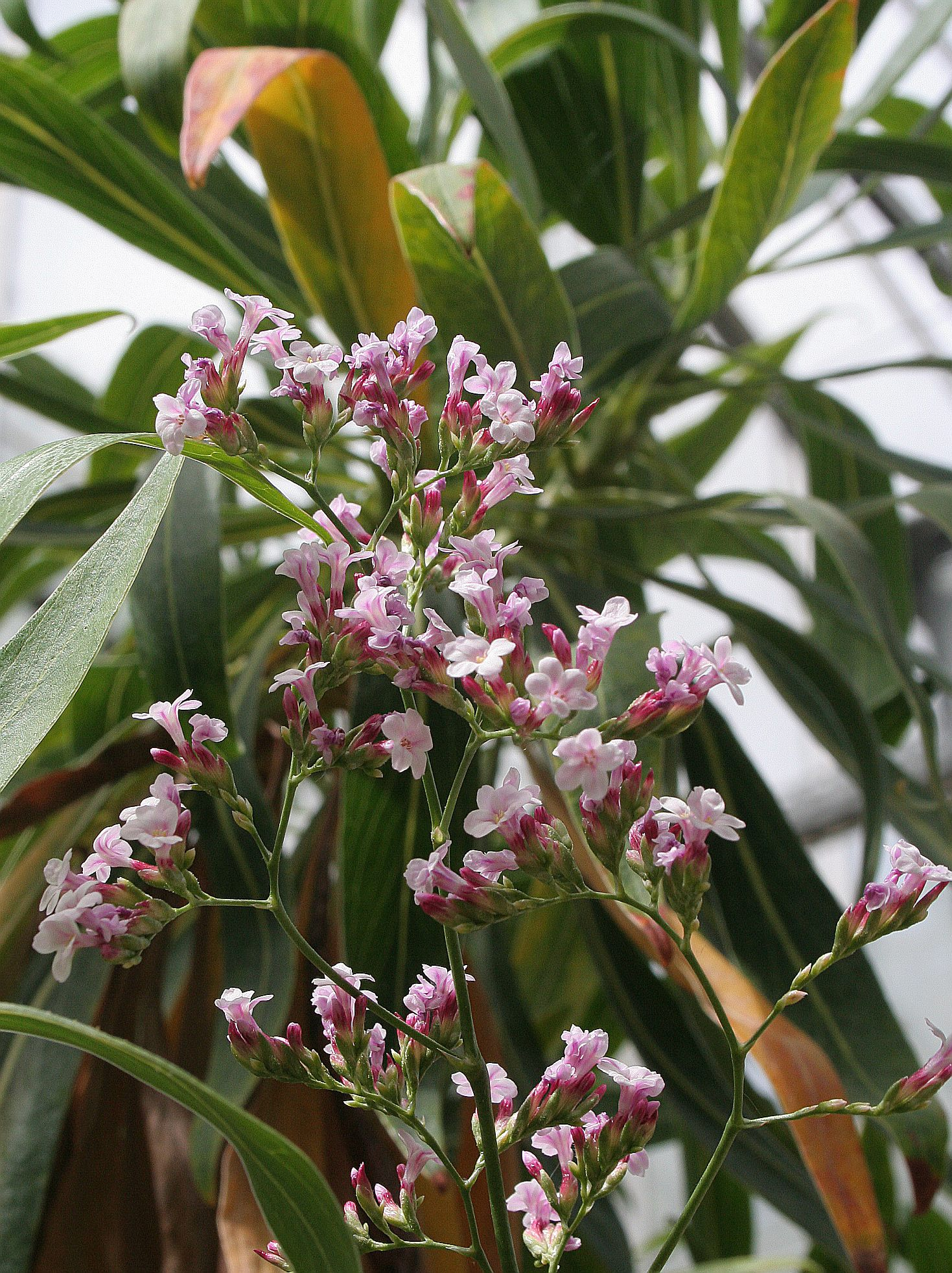
Limonium dendroides
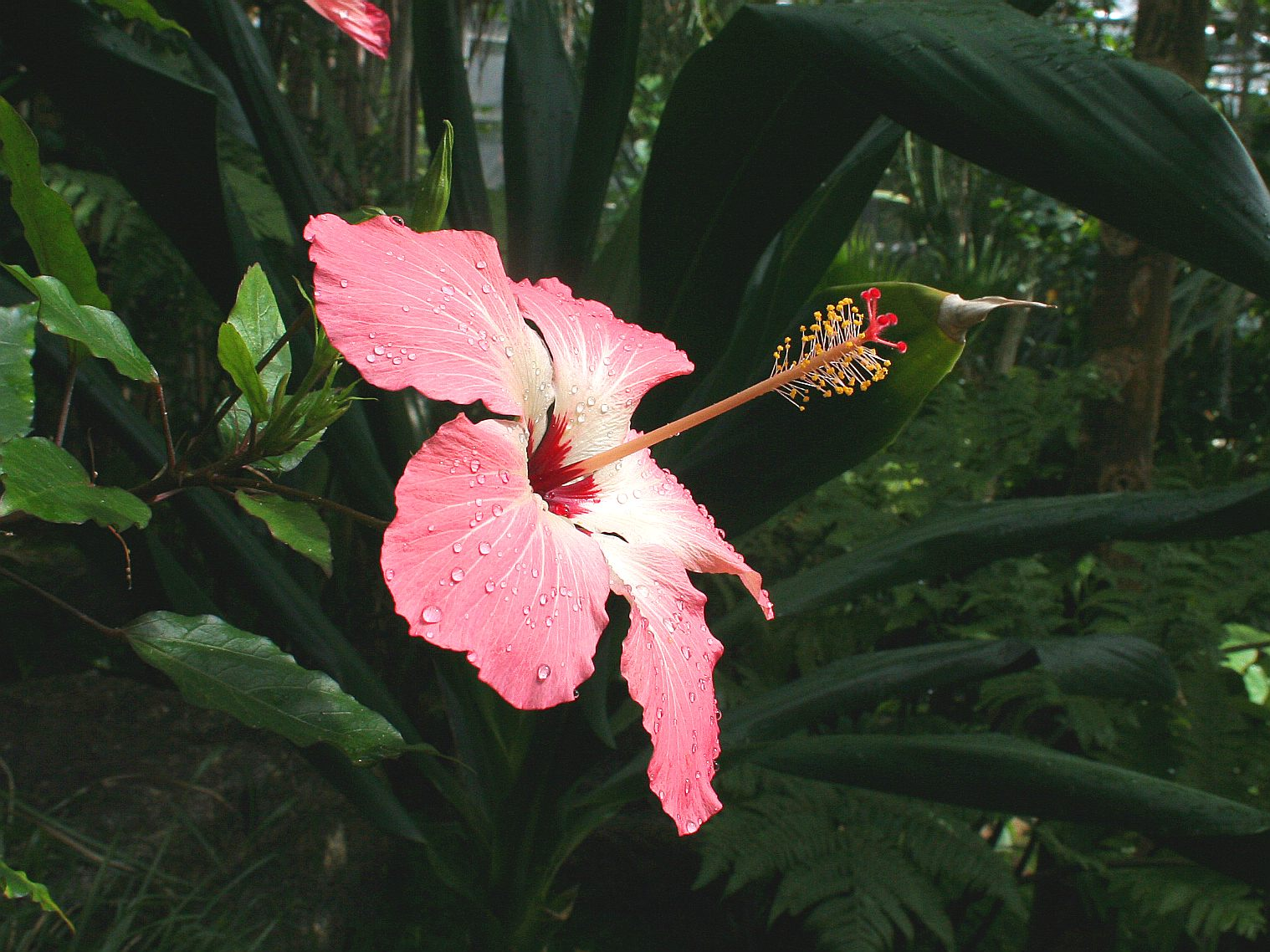
Hibiscus storckii
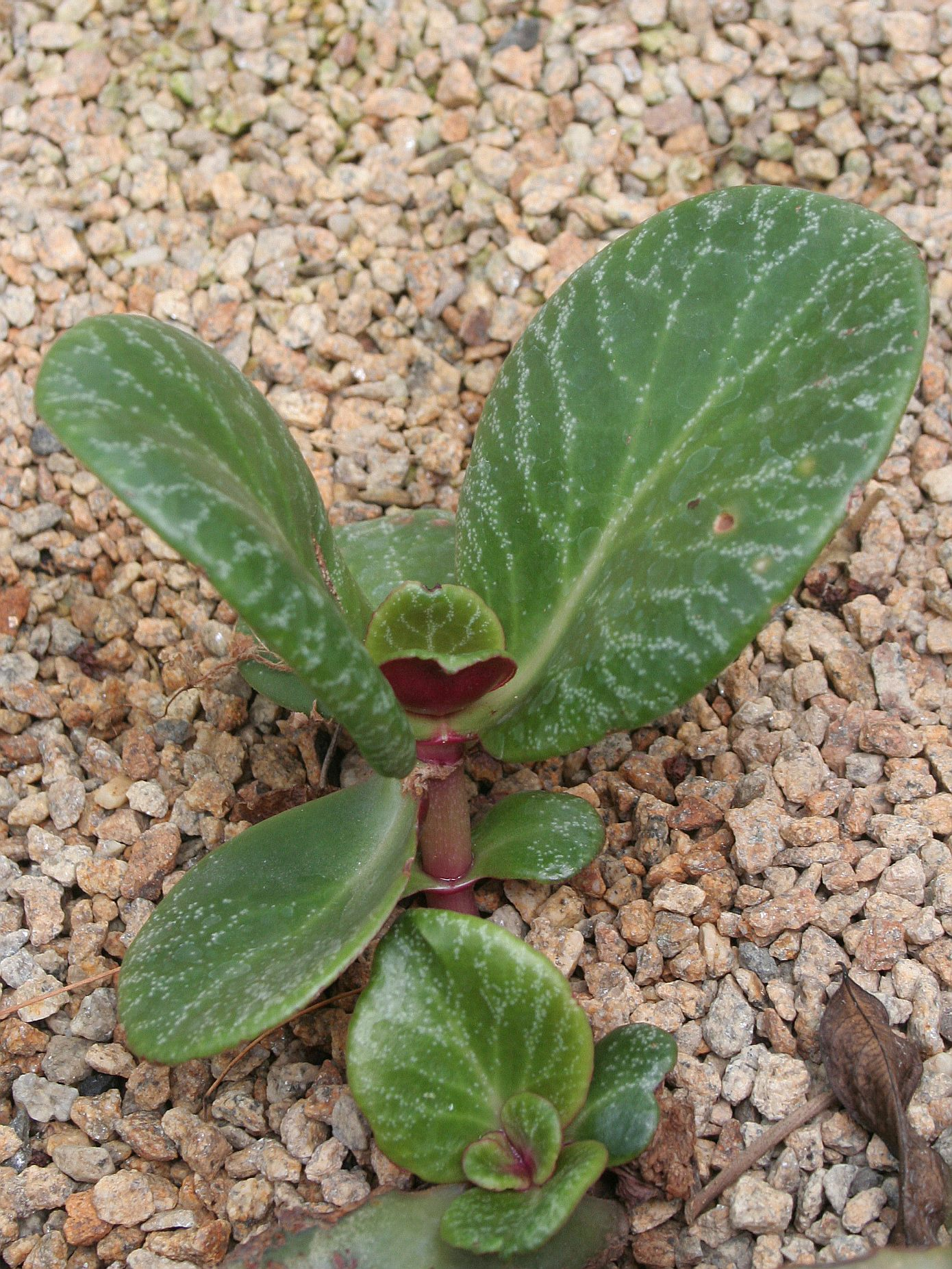
Commelina rupicola
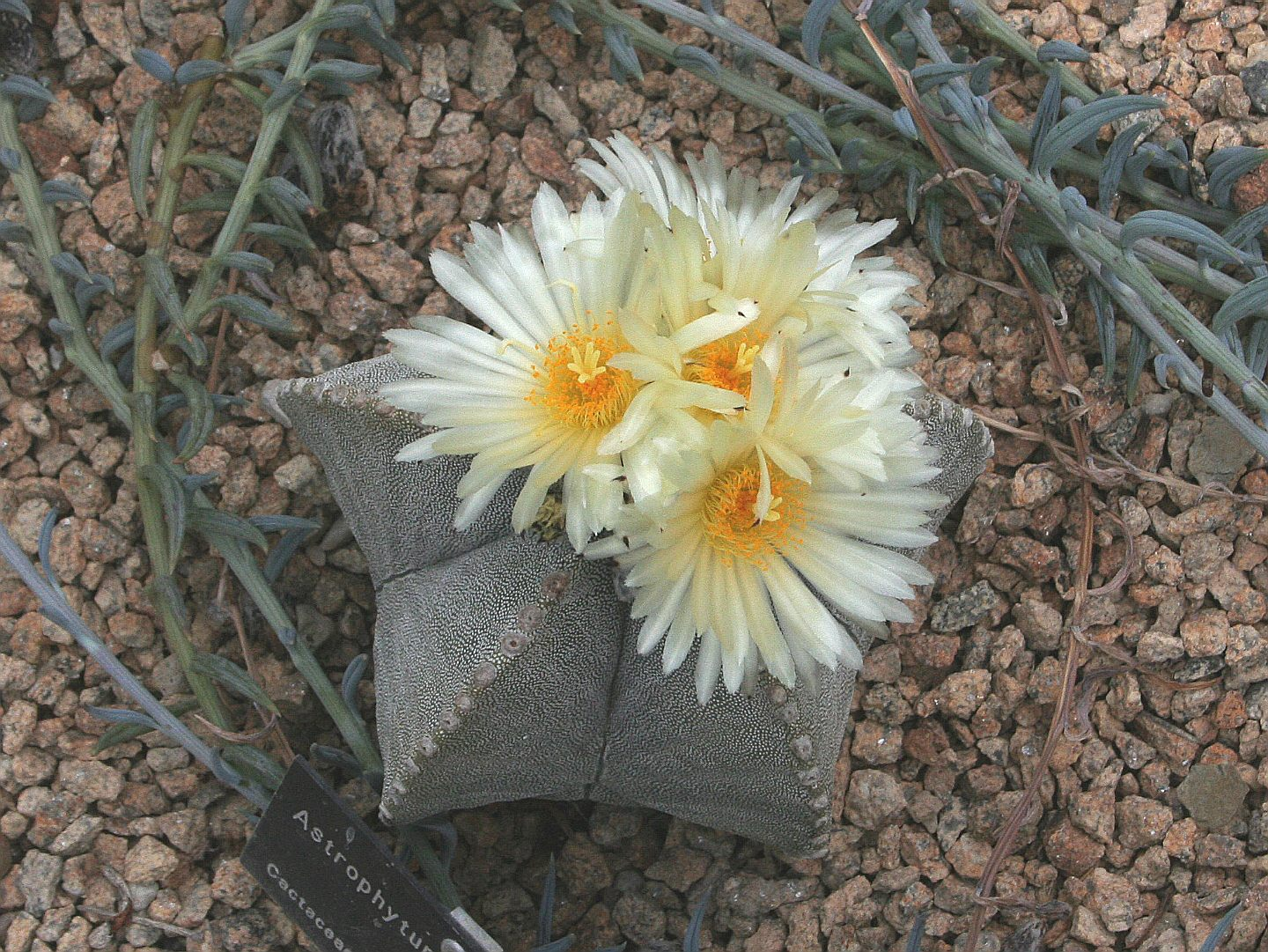
Astrophytum myriostigma